# Lela Zečković
Lela Zečković (Varaždin, 6. veljače 1936. − Trst, 12. veljače 2018.), hrvatska iseljenička pjesnikinja i prevoditeljica.

## Životopis
Rodila se je u Varaždinu. Pučku školu i gimnaziju polazila je u Zagrebu. Studirala i diplomirala filozofiju na zagrebačkome Filozofskom fakultetu 1959. godine, a nakon nekoliko godina otišla u Nizozemsku. Diplomirala i magistrirala na slavistici Sveučilišta u Amsterdamu. Na amsterdamskom sveučilištu bila docenticom i profesoricom. U pjesmama izražava modernistička nastojanja. Prvu pjesmu objavila 1954. u zagrebačkome srednjoškolskom časopisu Poletu. Za hrvatsku književnost važna što je nizozemsko čitateljstvo upoznala s M. Čudine i D. Kiša. Prevela i Vaska Popu na nizozemski. Prevodila s hrvatskog na nizozemski. Među ostalim prevela je skupa s Guidom Snelom Krležino Djetinjstvo u Agramu 1902–1903 .

## Djela
Objavila je zbirke:
- Uho vraća vid, pjesnička zbirka, 1975.
- Belvédère, pjesnička zbirka, 1981.

Šimun Šito Ćorić uvrstio ju je u svoju antologiju 60 hrvatskih emigrantskih pisaca.

## Vanjske poveznice
- Lela Zečković. Literatuurmuseum